# Mario Lusiani
Mario Lusiani (ur. 4 maja 1903 w Vescovanie, zm. 3 września 1964 w Mantui) – włoski kolarz torowy i szosowy, złoty medalista olimpijski.

## Kariera
Największy sukces w karierze Mario Lusiani osiągnął w 1928 roku, kiedy wspólnie z Cesare Faccianim, Luigim Tassellim i Giacomo Gaionim zdobył złoty medal w drużynowym wyścigu na dochodzenie podczas igrzysk olimpijskich w Amsterdamie. Był to jedyny medal wywalczony przez Lusianiego na międzynarodowej imprezie tej rangi, był to także jego jedyny start olimpijski. Startował również w wyścigach szosowych, ale nie odnosił większych sukcesów. Nigdy nie zdobył medalu na szosowych ani torowych mistrzostwach świata.